# Голозубов Анатолій Анатолійович
Анато́лій Анато́лійович Голозу́бов — солдат Збройних сил України, учасник російсько-української війни. 

## З життєпису
Народився 1969 року в місті Дніпропетровськ.
Служив у батальйоні «Дніпро», старший стрілець 2-го взводу 1-ї роти.
13 липня 2014  року загинув під час виконання бойового завдання на блокпосту "2005" біля смт Гостре  - від вогнепального поранення в голову.
Похований в місті Дніпропетовськ; Краснопільське кладовище.
Без Анатолія лишились дружина та донька.

## Нагороди
8 серпня 2014 року — за особисту мужність і героїзм, виявлені у захисті державного суверенітету та територіальної цілісності України, вірність військовій присязі під час російсько-української війни, відзначений — нагороджений орденом «За мужність» III ступеня (посмертно).